# Вашингтон, Уолтер (музыкант)
Уолтер «Оборотень» Вашингтон (англ. Walter «Wolfman» Washington, настоящее имя Эдвард Джозеф Вашингтон-младший англ. Edward Joseph Washington Jr.; 20 декабря 1943 года, Новый Орлеан, Луизиана, США — 22 декабря 2022 года, Новый Орлеан, Луизиана, США) — американский блюзовый гитарист и певец. Номинант Blues Music Awards в категории «Исполнитель современного блюза» (1991), со своей группой The Roadmasters в категории «Группа года» (1999) . 16-кратный обладатель премии Best of The Beat Awards, вручаемой журналом OffBeat.  

## Биография
Уолтер Вашингтон родился в Новом Орлеане в 1943 году в семье пекаря и уборщицы. Он пел в церковном хоре и самостоятельно научился играть на гитаре, чтобы аккомпанировать True Love and Gospel Singers, местной госпел-группе. Он сделал свою первую гитару из коробки из-под сигар, вешалки для одежды и резинок, затем дядя подарил ему акустическую гитару. Уже в подростковом возрасте аккомпанировал другим музыкантам, включая Ирму Томас и Эрни К-Доу (который подарил Вашингтону первую электрогитару). В 1962 году был приглашён играть в R&B-группу Ли Дорси и в течение двух лет гастролировал с ним. 
В середине 1960-х создал группу All Fools Band с которой выступал в клубах Нового Орлеана. В 1970 году присоединился к группе Джонни Адамса и играл в составе этой группы в течение следующих 20 лет. Эту работу он совмещал с работой в собственном коллективе The Roadmasters, который он создал в конце 1970-х, и с которой впоследствии регулярно записывался и гастролировал, в том числе, в Европе. Первый свой альбом он записал на небольшой фирме Hep' Me, но он привлёк внимание крупного лейбла Rounder Records, на котором музыкант записывался до 1991 года, и впоследствии в 2000 году выпустил ещё один альбом. Альбом 1991 году  Wolf at the Door  принёс Уолтеру Вашингтону номинацию на звание лучшего исполнителя современного блюза по версии Blues Music Awards. 
На протяжении многих лет еженедельно выступал в клубах Нового Орлеана, в частности в Maple Leaf и dba. Между концертами в Новом Орлеане музыкант гастролировал США, особенно на Юге, и выступал на фестивалях.
Умер от рака миндалин 22 декабря 2022 года , оставив после себя жену, двух дочерей и сына. Последний альбом музыканта Feel So At Home вышел уже после смерти музыканта в 2023 году. Уолтер Вашингтон заканчивал запись этого альбома уже будучи больным  . 
The New York Times: «Гитарист и певец, он был настоящей местной звездой, смешивая блюз, фанк и джаз на протяжении шести десятилетий клубных и фестивальных концертов» .
«Хотя его часто называли блюзменом, Вольфман одинаково хорошо чувствовал себя и в джазовых, и в фанковых композициях» http.
«Игра на гитаре Вашингтона была тонкой, лёгкой и гармонически богатой, расслабленная и вместе с тем солидная, она дразнила и пронзала. Его голос мог передавать кокетство, веселье, сердечную боль или хитрость, а его синкопированная фразировка была так же близка к джазу, как и к традиционному блюзу, его голос легко переходил в фальцет» .

## Дискография
- 1981 Leader Of The Pack (Hep' Me)
- 1986 Wolf Tracks (Rounder)
- 1987 Rainin' In My Life (Maison de Soul)
- 1988 Out of the Dark (Rounder)
- 1991 Wolf at the Door (Rounder)
- 1991 Sada (Point Blank)
- 1998 Funk Is in the House (Bullseye Blues)
- 1999 Blue Moon Risin' (Artelier)
- 2000 On the Prowl (Rounder)
- 2008 Doin' the Funky Thing (Zoho Music)
- 2014 Howlin' LIVE at DBA New Orleans (Frenchmen Street Records)
- 2018 My Future Is My Past (ANTI-Records) [6]
- 2023 Feel So At Home (Tipitina's Record Club)[7]